# Tour de Catalogne 2004
Le Tour de Catalogne 2004 est la 84e édition du Tour de Catalogne, une course cycliste par étapes en Espagne. L’épreuve se déroule sur 7 étapes du 14 au 20 juin 2004 sur un total de 838,1 km. Le vainqueur final est l'Espagnol Miguel Ángel Martín Perdiguero de l’équipe Saunier Duval-Prodir, devant Vladimir Karpets et Roberto Laiseka.

## Étapes
| Étape | Date    | Parcours                                  | km    | Vainqueur d’étape                    | Leader du classement général         |
| ----- | ------- | ----------------------------------------- | ----- | ------------------------------------ | ------------------------------------ |
| 1     | 14 juin | Salou – Salou (clm/éq)                    | 18,1  | Illes Balears-Banesto (ESP)          | Isaac Gálvez (ESP)                   |
| 2     | 15 juin | Salou – Horta de Sant Joan                | 145,4 | Miguel Ángel Martín Perdiguero (ESP) | Vladimir Karpets (RUS)               |
| 3     | 16 juin | Les Borges Blanques – Pal Arinsal (AND)   | 200,7 | Miguel Ángel Martín Perdiguero (ESP) | Vladimir Karpets (RUS)               |
| 4     | 17 juin | Llorts (AND) - Ordino-Arcalis (AND) (clm) | 12,4  | Miguel Ángel Martín Perdiguero (ESP) | Miguel Ángel Martín Perdiguero (ESP) |
| 5     | 18 juin | Llívia – Blanes                           | 180,6 | Danilo Hondo (GER)                   | Miguel Ángel Martín Perdiguero (ESP) |
| 6     | 19 juin | Blanes – Vallirana                        | 148,1 | Max van Heeswijk (NED)               | Miguel Ángel Martín Perdiguero (ESP) |
| 7     | 20 juin | Olesa de Montserrat – Barcelone           | 132,8 | Isaac Gálvez (ESP)                   | Miguel Ángel Martín Perdiguero (ESP) |

### 1reétape
14-06-2004: Salou, 18,1 km (clm/éq):
|   | Équipe                | Pays      | Temps       |
| - | --------------------- | --------- | ----------- |
| 1 | Illes Balears-Banesto | Espagne   | 20 min 07 s |
| 2 | Liberty Seguros       | Espagne   | + 6 s       |
| 3 | Gerolsteiner          | Allemagne | + 15 s      |

|   | Cycliste               | Équipe                | Temps       |
| - | ---------------------- | --------------------- | ----------- |
| 1 | Isaac Gálvez (ESP)     | Illes Balears-Banesto | 20 min 07 s |
| 2 | Vladimir Karpets (RUS) | Illes Balears-Banesto | m. t.       |
| 3 | Antonio Tauler (ESP)   | Illes Balears-Banesto | m. t.       |

### 2eétape
15-06-2004: Salou-Horta de Sant Joan, 145,4 km :
|   | Cycliste                             | Équipe                | Temps           |
| - | ------------------------------------ | --------------------- | --------------- |
| 1 | Miguel Ángel Martín Perdiguero (ESP) | Saunier Duval-Prodir  | 3 h 46 min 25 s |
| 2 | Vladimir Karpets (RUS)               | Illes Balears-Banesto | + 4 s           |
| 3 | Max van Heeswijk (NED)               | US Postal             | + 6 s           |

|   | Cycliste                | Équipe                | Temps           |
| - | ----------------------- | --------------------- | --------------- |
| 1 | Vladimir Karpets (RUS)  | Illes Balears-Banesto | 4 h 06 min 30 s |
| 2 | Pablo Lastras (ESP)     | Illes Balears-Banesto | + 6 s           |
| 3 | José Luis Arrieta (ESP) | Illes Balears-Banesto | + 8 s           |

### 3eétape
16-06-2004: Les Borges Blanques-Pal Arinsal, 200,7 km :
|   | Cycliste                             | Équipe                     | Temps           |
| - | ------------------------------------ | -------------------------- | --------------- |
| 1 | Miguel Ángel Martín Perdiguero (ESP) | Saunier Duval-Prodir       | 5 h 43 min 46 s |
| 2 | Eladio Jiménez (ESP)                 | Comunidad Valenciana-Kelme | + 3 s           |
| 3 | Roberto Laiseka (ESP)                | Euskaltel-Euskadi          | + 6 s           |

|   | Cycliste                             | Équipe                | Temps           |
| - | ------------------------------------ | --------------------- | --------------- |
| 1 | Vladimir Karpets (RUS)               | Illes Balears-Banesto | 9 h 50 min 22 s |
| 2 | Miguel Ángel Martín Perdiguero (ESP) | Saunier Duval-Prodir  | + 6 s           |
| 3 | Roberto Laiseka (ESP)                | Euskaltel-Euskadi     | + 25 s          |

### 4eétape
17-06-2004: Llorts-Ordino-Arcalis, 12,4 km (clm):
|   | Cycliste                             | Équipe                     | Temps       |
| - | ------------------------------------ | -------------------------- | ----------- |
| 1 | Miguel Ángel Martín Perdiguero (ESP) | Saunier Duval-Prodir       | 30 min 46 s |
| 2 | Roberto Laiseka (ESP)                | Euskaltel-Euskadi          | + 16 s      |
| 3 | David Latasa (ESP)                   | Comunidad Valenciana-Kelme | + 19 s      |

|   | Cycliste                             | Équipe                | Temps            |
| - | ------------------------------------ | --------------------- | ---------------- |
| 1 | Miguel Ángel Martín Perdiguero (ESP) | Saunier Duval-Prodir  | 10 h 21 min 14 s |
| 2 | Vladimir Karpets (RUS)               | Illes Balears-Banesto | + 22 s           |
| 3 | Roberto Laiseka (ESP)                | Euskaltel-Euskadi     | + 35 s           |

### 5eétape
18-06-2004: Llívia-Blanes, 180,6 km :
|   | Cycliste                | Équipe         | Temps           |
| - | ----------------------- | -------------- | --------------- |
| 1 | Danilo Hondo (GER)      | Gerolsteiner   | 4 h 14 min 43 s |
| 2 | René Haselbacher (AUT)  | Gerolsteiner   | m. t.           |
| 3 | Crescenzo D'Amore (ITA) | Acqua & Sapone | m. t.           |

|   | Cycliste                             | Équipe                | Temps            |
| - | ------------------------------------ | --------------------- | ---------------- |
| 1 | Miguel Ángel Martín Perdiguero (ESP) | Saunier Duval-Prodir  | 14 h 35 min 55 s |
| 2 | Vladimir Karpets (RUS)               | Illes Balears-Banesto | + 24 s           |
| 3 | Roberto Laiseka (ESP)                | Euskaltel-Euskadi     | + 37 s           |

### 6eétape
19-06-2004: Blanes-Vallirana, 148,1 km :
|   | Cycliste                             | Équipe               | Temps           |
| - | ------------------------------------ | -------------------- | --------------- |
| 1 | Max van Heeswijk (NED)               | US Postal            | 3 h 06 min 03 s |
| 2 | Allan Davis (AUS)                    | Liberty Seguros      | m. t.           |
| 3 | Miguel Ángel Martín Perdiguero (ESP) | Saunier Duval-Prodir | + 1 s           |

|   | Cycliste                             | Équipe                | Temps           |
| - | ------------------------------------ | --------------------- | --------------- |
| 1 | Miguel Ángel Martín Perdiguero (ESP) | Saunier Duval-Prodir  | 17 h 41 min 55s |
| 2 | Vladimir Karpets (RUS)               | Illes Balears-Banesto | + 28 s          |
| 3 | Roberto Laiseka (ESP)                | Euskaltel-Euskadi     | + 41 s          |

### 7eétape
20-06-2004: Olesa de Montserrat-Barcelone, 132,8 km :
|   | Cycliste               | Équipe                | Temps           |
| - | ---------------------- | --------------------- | --------------- |
| 1 | Isaac Gálvez (ESP)     | Illes Balears-Banesto | 2 h 57 min 49 s |
| 2 | Mirco Lorenzetto (ITA) | De Nardi              | m. t.           |
| 3 | Danilo Hondo (GER)     | Gerolsteiner          | m. t.           |

|   | Cycliste                             | Équipe                | Temps            |
| - | ------------------------------------ | --------------------- | ---------------- |
| 1 | Miguel Ángel Martín Perdiguero (ESP) | Saunier Duval-Prodir  | 20 h 39 min 44 s |
| 2 | Vladimir Karpets (RUS)               | Illes Balears-Banesto | + 28 s           |
| 3 | Roberto Laiseka (ESP)                | Euskaltel-Euskadi     | + 41 s           |

## Classement général
|    | Cycliste                             | Équipe                     | Temps            |
| -- | ------------------------------------ | -------------------------- | ---------------- |
| 1  | Miguel Ángel Martín Perdiguero (ESP) | Saunier Duval-Prodir       | 20 h 39 min 44 s |
| 2  | Vladimir Karpets (RUS)               | Illes Balears-Banesto      | + 28 s           |
| 3  | Roberto Laiseka (ESP)                | Euskaltel-Euskadi          | + 41 s           |
| 4  | David Latasa (ESP)                   | Comunidad Valenciana-Kelme | + 1 min 00 s     |
| 5  | Eladio Jiménez (ESP)                 | Comunidad Valenciana-Kelme | + 1 min 19 s     |
| 6  | Iván Parra (COL)                     | Comunidad Valenciana-Kelme | + 1 min 28 s     |
| 7  | Alberto López de Munain (ESP)        | Euskaltel-Euskadi          | + 2 min 17 s     |
| 8  | Josep Jufré (ESP)                    | Relax-Bodysol              | m. t.            |
| 9  | Pablo Lastras (ESP)                  | Illes Balears-Banesto      | + 2 min 46 s     |
| 10 | Daniel Atienza (ESP)                 | Cofidis                    | + 3 min 07 s     |

## Classements annexes
|   | Cycliste                     | Équipe                     | Points    |
| - | ---------------------------- | -------------------------- | --------- |
| 1 | M.A. Martín Perdiguero (ESP) | Saunier Duval-Prodir       | 61 Points |
| 2 | David Latasa (ESP)           | Comunidad Valenciana-Kelme | 51 Points |
| 3 | Félix Cárdenas (COL)         | Cafés Baqué                | 44 Points |

|   | Cycliste              | Équipe                     | Points    |
| - | --------------------- | -------------------------- | --------- |
| 1 | David Fernández (ESP) | Costa de Almeria-Paternina | 11 Points |
| 2 | Pablo Lastras (ESP)   | Illes Balears-Banesto      | 10 Points |
| 3 | Lander Euba (ESP)     | Costa de Almeria-Paternina | 7 Points  |

|   | Cycliste                             | Équipe                | Points    |
| - | ------------------------------------ | --------------------- | --------- |
| 1 | Miguel Ángel Martín Perdiguero (ESP) | Saunier Duval-Prodir  | 91 Points |
| 2 | Danilo Hondo (GER)                   | Gerolsteiner          | 63 Points |
| 3 | Vladimir Karpets (RUS)               | Illes Balears-Banesto | 51 Points |

|   | Équipe                     | Pays    | Temps            |
| - | -------------------------- | ------- | ---------------- |
| 1 | Comunidad Valenciana-Kelme | Espagne | 62 h 03 min 05 s |
| 2 | Illes Balears-Banesto      | Espagne | + 5 min 49 s     |
| 3 | Relax-Bodysol              | Espagne | + 6 min 56 s     |

## Évolution des classements
| Étape (Vainqueur d’étape)                 | Classement général             | Classement de la montagne      | Classement par points          | Classement par équipes     |
| ----------------------------------------- | ------------------------------ | ------------------------------ | ------------------------------ | -------------------------- |
| 0Étape 1 (clm/éq) (Illes Balears-Banesto) | Isaac Gálvez                   | non-attribué                   | non-attribué                   | Illes Balears-Banesto      |
| 0Étape 2 (M. Á.Martín Perdiguero)         | Vladimir Karpets               | José Luis Rebollo              | Miguel Ángel Martín Perdiguero | Illes Balears-Banesto      |
| 0Étape 3 (M. Á.Martín Perdiguero)         | Vladimir Karpets               | Miguel Ángel Martín Perdiguero | Miguel Ángel Martín Perdiguero | Comunidad Valenciana-Kelme |
| 0Étape 4 (clm) (M. Á.Martín Perdiguero)   | Miguel Ángel Martín Perdiguero | Miguel Ángel Martín Perdiguero | Miguel Ángel Martín Perdiguero | Comunidad Valenciana-Kelme |
| 0Étape 5 (Danilo Hondo)                   | Miguel Ángel Martín Perdiguero | Miguel Ángel Martín Perdiguero | Miguel Ángel Martín Perdiguero | Comunidad Valenciana-Kelme |
| 0Étape 6 (Max van Heeswijk)               | Miguel Ángel Martín Perdiguero | Miguel Ángel Martín Perdiguero | Miguel Ángel Martín Perdiguero | Comunidad Valenciana-Kelme |
| 0Étape 7 (Isaac Gálvez)                   | Miguel Ángel Martín Perdiguero | Miguel Ángel Martín Perdiguero | Miguel Ángel Martín Perdiguero | Comunidad Valenciana-Kelme |